# 대홍단군
대홍단군(大紅湍郡)은 조선민주주의인민공화국 량강도의 동북단에 위치하는 군이다.

## 지리
두만강 상류에 위치한다. 서쪽으로 삼지연군, 남쪽으로 운흥군·백암군, 동남쪽으로 갑산군과 경계를 접한다.
백무고원의 북서쪽 가장자리에 위치하고 최고봉은 장청산(1,526m)이다. 전체 면적의 91%가 산림이다. 내륙에 위치해 있어 겨울이 추운 대륙성 기후를 띤다.

## 역사
대홍단군은 1978년에 신설된 행정 구역이다.
1939년, 김일성이 인솔하는 동북항일연군의 한 부대는 만주로부터 이 곳에 잠입해, 6월에 대홍단에서 일본 군부대와 교전했다고 주장한다. 북한에서는 이것을 '무산지구전투'라 부르고 있다. 이 전투는 김일성이 지도하는 조선인민혁명군의 승리로 여겨져 '무산지구전투 승리 기념탑'이 세워졌다. 또 김일성이 거점을 둔 '청봉 숙영지'주변에는 1961년에 당시의 선전문구가 기록된 서있는 나무가 발견되었다고 여겨져, 이것을 유리 케이스로 보호해 보존하는 등, 백두산 주변의 '혁명의 성지'의 하나로서 축조·정비가 행해지고 있다.
- 1978년 8월 - 량강도 5호 지구, 량강도 삼지연군의 대홍단로동지구, 함경북도 연사군의 일부를 아울러 대홍단군이 편성되었다.
- 1990년 6월 - 원봉로동자구가 백암군에 편입되었다.

## 산업
대홍단군은 감자로 유명한 곳이며 감자의 산지이다. 1998년 김정일 조선민주주의인민공화국 국방위원장의 현지지도에 의해서 감자연구소가 설립되었고, 감자 품종의 육종을 거듭하면서 심각한 식량 문제를 해결하기 위한 감자 생산법인 '대홍단식 과학농법'이 확립되었다. 그밖에 보리, 콩, 밀이 재배되고 돼지 등 가축 또한 사육된다. 벌목 또한 지역의 중요한 산업이다.

## 교통
2008년 말 현재 혜산시와 이어지는 버스가 1일 1회 2004년부터 운행하고 있으며, 버스 요금이 1인당 북한 돈 1만 2천원 정도이므로 주민들은 잘 이용하지 못한다고 전해진다. 도로는 비포장도로가 많다. 철도는 없다.

## 문화
대홍단군에서 생산되는 감자와 관련된 《대홍단 감자》라는 동요가 있으며, 그 노래를 부른 아이가 총살당하였다는 루머가 돈 적이 있다. 김정일의 영향으로 군내에는 '대홍이'와 '홍단이'라는 이름을 가진 소년소녀들이 많다고 한다.

## 행정 구역
1읍 2구 7리로 구성된다.
- 대홍단읍 (大紅湍邑)
- 신덕로동자구 (新德勞動者區)
- 개척로동자구 (開拓勞動者區)
- 삼장리 (三長里)
- 삼봉리 (三峰里)
- 서두리 (西頭里)
- 농사리 (農事里)
- 신흥리 (新興里)
- 흥암리 (紅岩里)
- 유곡리 (楡谷里)

## 같이 보기
- 조선민주주의인민공화국의 지리
- 조선민주주의인민공화국의 행정 구역